# Jean Aurel
Jean Aurel (* 6. November 1925 in Răstoliţa, Mureș, Rumänien als Jean-Claude Aurel; † 24. August 1996 in Paris) war ein französischer Drehbuchautor und Filmregisseur, der zwischen den Jahren 1950 und 1994 über 25 Drehbücher schrieb und rund ein Dutzend Kinofilme inszenierte. Darunter In Freiheit dressiert, der Oscar-nominierte Dokumentarfilm Nacht über Europa: 14–18, Hemmungslose Manon oder Oh, diese Frauen.

## Leben und Werk
Jean Aurel wurde in einem Schlafwagen Richtung Rastolita in Rumänien geboren. 1936 war er Kinderdarsteller in Achte auf deine Linke,  einer Kurzfilmproduktion des französischen Regisseurs René Clément. Seine weitere Filmkarriere begann er mit Mitte zwanzig als Regisseur mit dem Kurzfilm Les fêtes galantes (Watteau) (1950). Es folgten einige weitere kleine Kurzfilmproduktion, bevor er 1953 für Zur Liebe verdammt, einem Drama des Regisseurs Ralph Habib, das erste Drehbuch für einen Kinofilm fertigstellte.
In rund 40 Jahren entstanden dann zahlreiche Drehbücher für das französische Kino, in den 1950er Jahren überwiegend für Abenteuerfilme und Komödien der Regisseure Ralph Habib, Michel Boisrond, Jack Pinoteau, André Hunebelle, Pierre Gaspard-Huit oder René Clair. Seit den 1960er Jahren schrieb er auch vermehrt Drehbücher für Filmdramen, wie 1960 Das Loch mit Michel Constantin und Philippe Leroy für Regisseur Jacques Becker. In der Folge erarbeitete er überwiegend Drehbücher für seine eigenen Filme, wie den Dokumentarfilm Nacht über Europa: 14–18, der 1965 für den Oscar in der Kategorie Bester Dokumentarfilm nominiert wurde, ebenso für den Film Hemmungslose Manon 1968 mit Catherine Deneuve, Jean-Claude Brialy, Sami Frey und Elsa Martinelli in den Hauptrollen.
1969 inszenierte er mit Brigitte Bardot und Maurice Ronet den Film Oh, diese Frauen.
Ende der 1970er Jahre entstanden zudem mit Liebe auf der Flucht, Die Frau nebenan und Auf Liebe und Tod drei Drehbücher für den Regisseur François Truffaut. Das Drehbuch für Rosine schrieb er 1994 als Adaption zwei Jahre vor seinem Tod für die Regisseurin Christine Carrière. Diese Arbeit blieb seine letzte für das französische Kino.
Am 24. August 1996 starb Aurel im Alter von 70 Jahren in Paris.

## Auszeichnungen
- 1965: Oscar-Nominierung für Nacht über Europa: 14–18 in der Kategorie Bester Dokumentarfilm

## Filmografie

### Filmregisseur (Auswahl)
- 1961: In Freiheit dressiert (La bride sur le cou)
- 1964: Sieg in Frankreich (La bataille de France) (Dokumentarfilm)
- 1964: Über die Liebe (De l'amour)
- 1965: Nacht über Europa: 14–18 (14-18) (Dokumentarfilm)
- 1967: Lamiel – ich liebe die Liebe (Lamiel)
- 1968: Hemmungslose Manon (Manon 70)
- 1969: Oh, diese Frauen (Les femmes)
- 1971: Was würden Sie an meiner Stelle tun? (Êtes-vous fiancée à un marin grec ou à un pilote de ligne?)
- 1974: ...Comme un pot de fraises!
- 1985: Staline

### Drehbuchautor (Auswahl)
- 1953: Zur Liebe verdammt (La rage au corps)
- 1954: Die Tochter der Mata Hari (La figlia di Mata Hari)
- 1955: Oh, la-la, Cherie (Paris canaille)
- 1956: Für Männer verboten (Club de femmes)
- 1957: Die Mausefalle (Porte des Lilas)
- 1957: Anton, der Querschläger (Le triporteur)
- 1957: Die Pariserin (Une parisienne)
- 1958: Verrückter Urlaub (Taxi, roulotte et corrida)
- 1959: In die Falle gelockt (Délit de fuite)
- 1960: Das Loch (Le trou)
- 1961: In Freiheit dressiert (La bride sur le cou)
- 1964: Über die Liebe (De l'amour)
- 1967: Lamiel – ich liebe die Liebe (Lamiel)
- 1968: Hemmungslose Manon (Manon 70)
- 1969: Oh, diese Frauen (Les femmes)
- 1971: Was würden Sie an meiner Stelle tun? (Êtes-vous fiancée à un marin grec ou à un pilote de ligne?)
- 1979: Liebe auf der Flucht (L'amour en fuite)
- 1981: Die Frau nebenan (La femme d'à côté)
- 1983: Auf Liebe und Tod (Vivement dimanche!)
- 1985: Staline
- 1994: Rosine